# Büyükyenice, Osmaneli
Büyükyenice là một xã thuộc huyện Osmaneli, tỉnh Bilecik, Thổ Nhĩ Kỳ. Dân số thời điểm năm 2011 là 159 người.